# Baccealia
Baccealia è un comune della Moldavia situato nel distretto di Căușeni di 1.781 abitanti al censimento del 2004

## Località
Il comune è formato dall'insieme delle seguenti località: (popolazione 2004)
- Baccealia (1.712 abitanti)
- Tricolici (79 abitanti)